# 11 męczennic z Nowogródka
11 męczennic z Nowogródka znane też jako Błogosławione Męczenniczki z Nowogródka lub Błogosławiona Maria Stella i Towarzyszki – polskie siostry zakonne, nazaretanki, męczenniczki okresu II wojny światowej, rozstrzelane 1 sierpnia 1943 przez okupantów niemieckich, błogosławione Kościoła katolickiego.

## Działalność błogosławionych
Nazaretanki w Nowogródku od 1929 roku nauczały dzieci i młodzież religii. Działalność ta związana była z Białą Farą i wspólnotą domu Chrystusa Króla w Nowogródku. Demografia tej kresowej miejscowości, obecność współżyjących Polaków, Białorusinów, Żydów i Tatarów sprawiała, że ich posługa miała również ekumeniczny charakter. Siostry otworzyły internat, a w 1930 – roku szkołę powszechną.
Po agresji ZSRR na Polskę 17 września 1939 Nowogródek został zajęty przez Armię Czerwoną, a następnie jednostronnie anektowany przez ZSRR. Nazaretankom odebrano szkołę. Dalsze represje sowieckich okupantów zmusiły siostry do opuszczenia zabudowań gospodarczych i podjęcia pracy zarobkowej w mieście. Najeźdźcy deportowali Polaków (luty 1940 i kwiecień 1941) na Syberię i do Kazachstanu. Siostry podjęły działalność charytatywną (m.in. wysyłając paczki dla deportowanych), apostolską (przygotowując dzieci do I komunii) i edukacyjną (prowadząc tajne nauczanie języka polskiego i historii).

Po ataku Niemiec na ZSRR 6 lipca 1941 wkroczyły wojska niemieckie. Trzy tygodnie później odbyła się pierwsza publiczna egzekucja, w której Niemcy rozstrzelali 60 mieszkańców miasta.

## Geneza męczeństwa

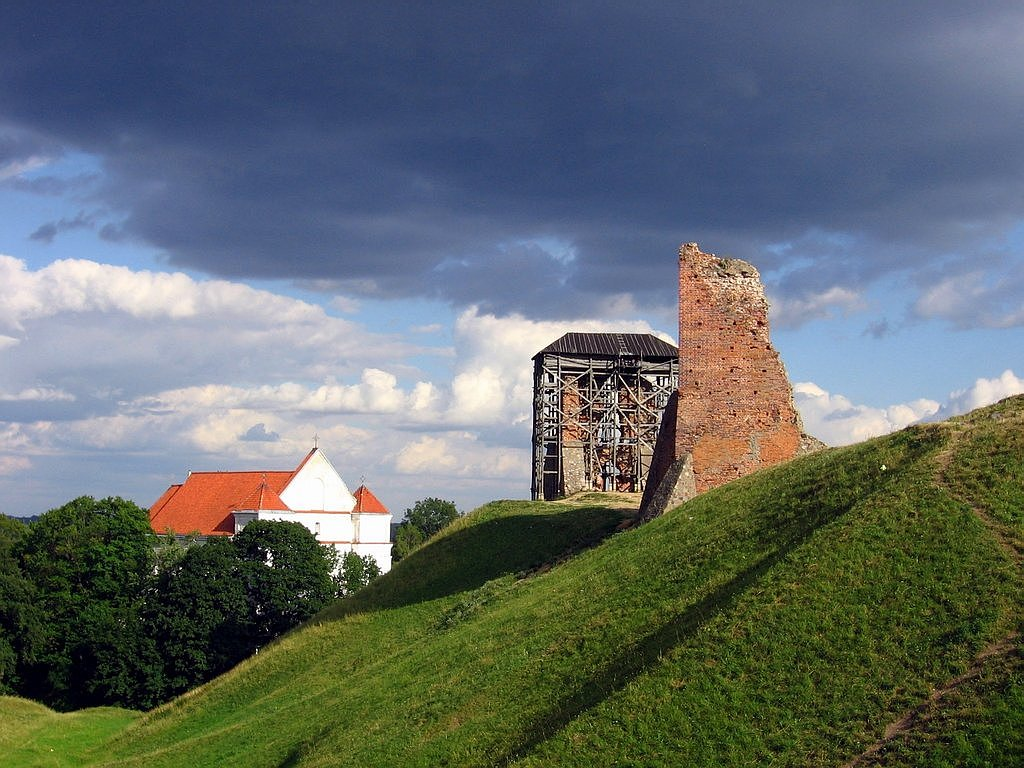
Kościół farny Przemienienia Pańskiego (na pierwszym planie ruiny zamku Mendoga)

W lipcu 1943 siostry zgłosiły się na gestapo, by ofiarować swoje życie za 120 osób, aresztowanych i przeznaczonych do rozstrzelania. Karę śmierci zamieniono aresztowanym na roboty w Niemczech (zatrzymanych wywieziono 24 lipca, a nielicznych uwolniono). Wszyscy wywiezieni przeżyli wojnę. Siostry zostały wezwane 31 lipca, a następnego dnia, bez sądu i wyroku, zostały rozstrzelane.
Po ekshumacji (19 marca 1945) miejscem ich pochówku stała się wspólna mogiła przy nowogródzkim kościele farnym.
Zostały beatyfikowane przez papieża Jana Pawła II 5 marca 2000 roku, w czasie pierwszej beatyfikacji Wielkiego Jubileuszu Roku 2000 na placu św. Piotra w Rzymie.

## Męczennice
Poniżej imiona błogosławionych sióstr:
1. S. Maria Stella od Najświętszego Sakramentu (Adela Mardosewicz CSFN) ur. 14 grudnia 1888
2. S. Maria Imelda od Jezusa Hostii (Jadwiga Karolina Żak CSFN) ur. 29 grudnia 1892
3. S. Maria Rajmunda od Jezusa i Maryi (Anna Kokołowicz CSFN) ur. 24 sierpnia 1892
4. S. Maria Daniela od Jezusa i Maryi Niepokalanej (Eleonora Aniela Jóźwik CSFN) ur. 25 stycznia 1895
5. S. Maria Kanuta od Pana Jezusa w Ogrójcu (Józefa Chrobot CSFN) ur. 22 maja 1896
6. S. Maria Sergia od Matki Bożej Bolesnej (Julia Rapiej CSFN) ur. 18 sierpnia 1900
7. S. Maria Gwidona od Miłosierdzia Bożego (Helena Cierpka CSFN) ur. 11 kwietnia 1900
8. S. Maria Felicyta (Paulina Borowik CSFN) ur. 30 sierpnia 1905
9. S. Maria Heliodora (Leokadia Matuszewska CSFN) ur. 8 lutego 1906
10. S. Maria Kanizja (Eugenia Mackiewicz CSFN) ur. 27 listopada 1903
11. S. Maria Boromea (Weronika Narmontowicz CSFN) ur. 18 grudnia 1916